# Norsk Jernbanemuseum
Das Norsk Jernbanemuseum (deutsch Norwegisches Eisenbahnmuseum) ist das nationale Eisenbahnmuseum Norwegens. Das Museum dokumentiert den Bau und den Betrieb der Eisenbahnen im Land.

## Geografische Lage
Das Museum befindet sich in einem Freizeitgelände am Ufer des Mjøsa-Sees, am westlichen Stadtrand von Hamar, an der Straße Strandveien (auch: Strandvegen).

## Geschichte

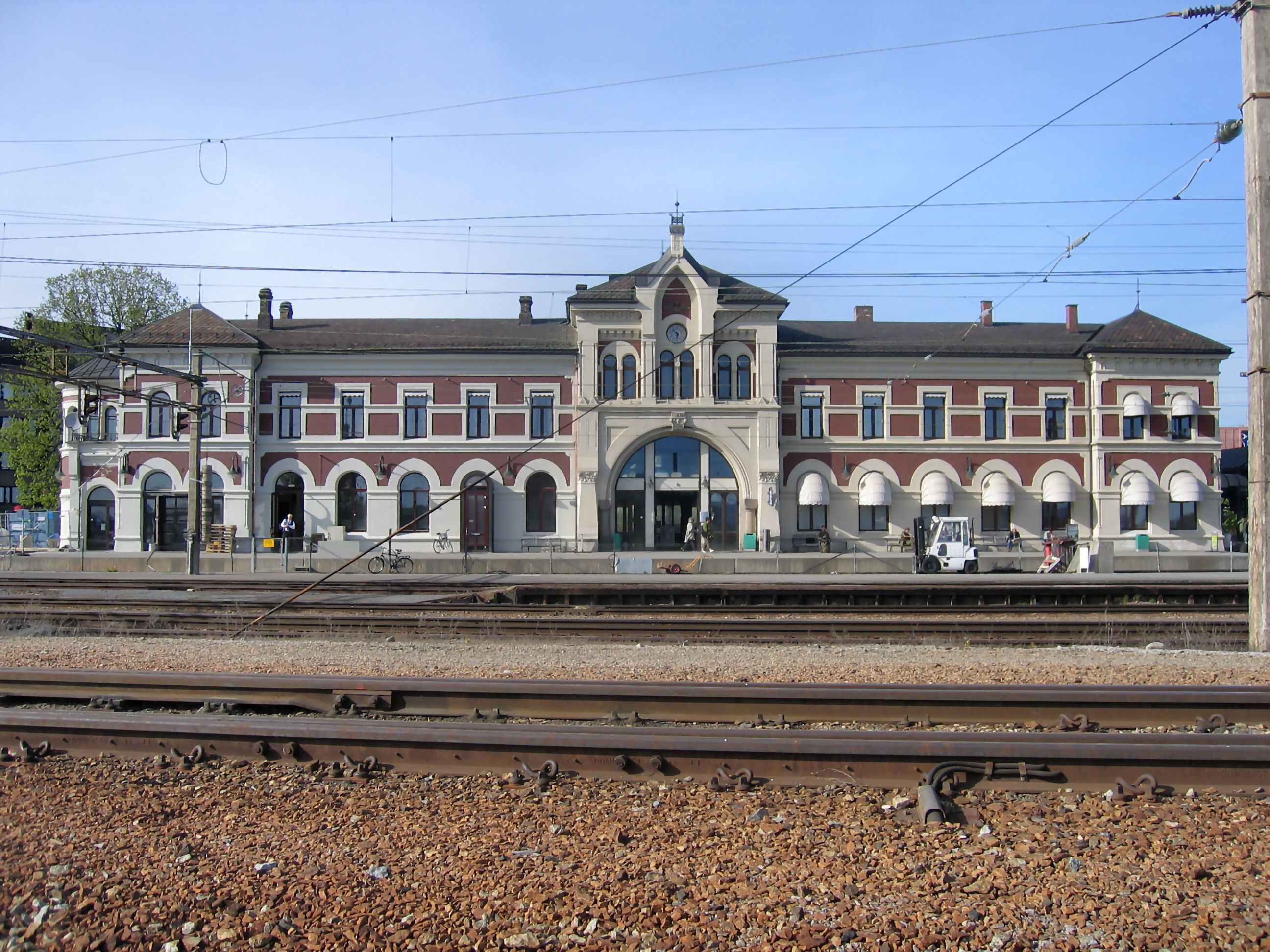
Empfangsgebäude des Bahnhofs Hamar. Im ersten Stock wurde 1896 das Eisenbahnmuseum eröffnet.

Das Museum wurde 1896 eingerichtet. Anfangs befand sich die Sammlung im ersten Stock des Empfangsgebäudes des Bahnhofs Hamar, wo sie bis 1912 auch öffentlich zugänglich war. Danach wurde Museum geschlossen und erst 1930 wiedereröffnet, diesmal auf einem Gelände östlich der Stadt Hamar.
Auch der zweite Standort bot der wachsenden Sammlung bald zu wenig Platz und 1956 zog das Museum an seinen heutigen Standort im Westen der Stadt. Hier war ausreichend Platz für die Sammlung und einen Museumspark mit Fahrbetrieb und translozierte, historische Bahngebäude. Da letztere in der Anfangszeit der Eisenbahn in Norwegen oft aus Holz und in Blockbauweise errichtet wurden, stellte das Translozieren kein größeres Problem dar. Ende der 1980er Jahre wurden die Räumlichkeiten des Museums erneut zu klein. Die damaligen Norwegischen Staatsbahnen (NSB) kauften angrenzende Grundstücke nordöstlich des bestehenden Museumsparks und errichteten dort ab 1995 ein neues Gebäude für Dauerausstellung, Bibliothek, Fotosammlung, Werkstätten und Verwaltung, eine Anlage, die 2003 eröffnet wurde.

## Bezeichnung und Verwaltung

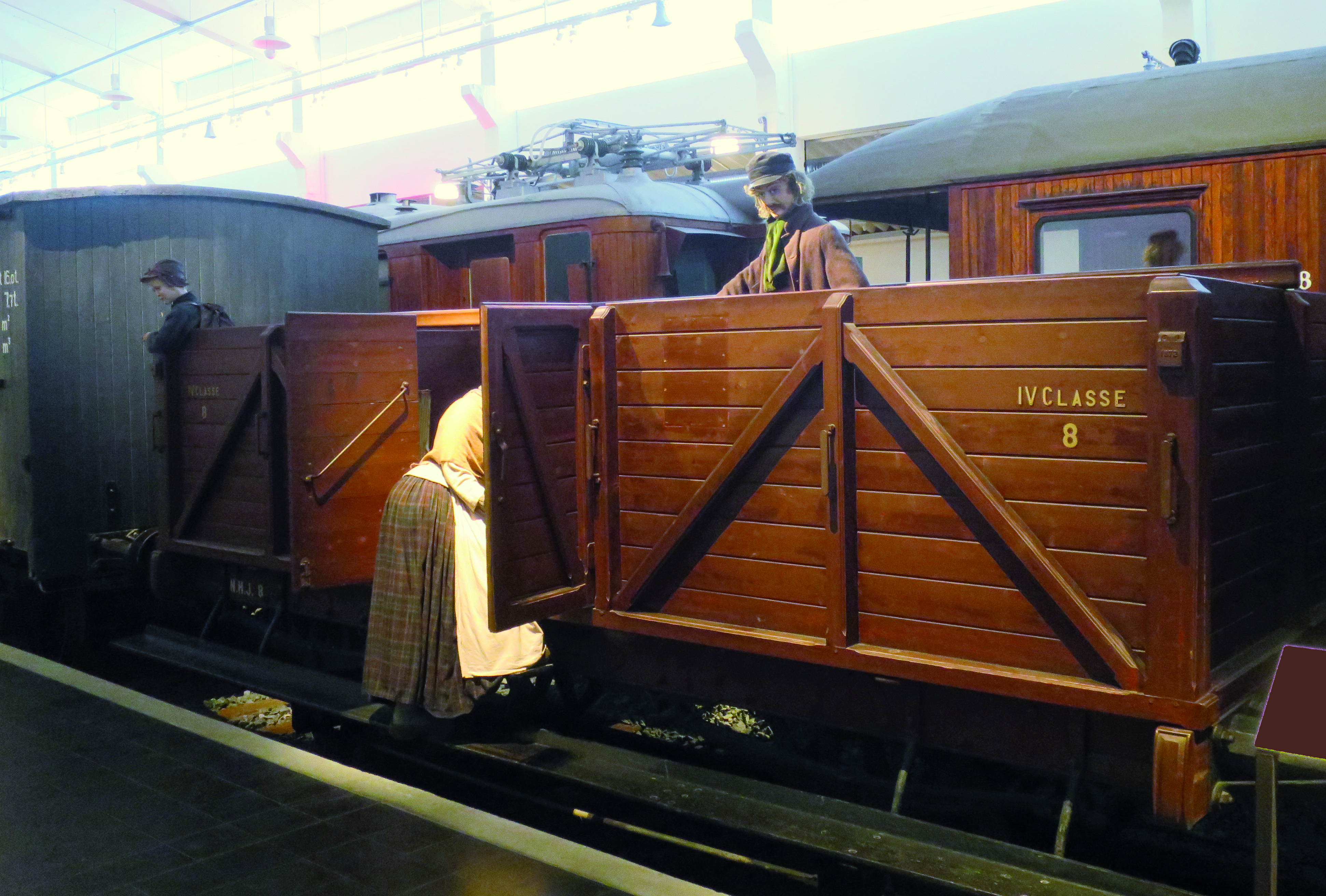
Nachbau eines Wagens 4. Klasse aus den 1850er Jahren

Das Museum wechselte seine Bezeichnung mehrfach: Von 1896 bis 1946 hieß es Norsk Jernbanemuseum. Anschließend trug es die Bezeichnung NSB Jernbanemuseet. In Folge der ersten norwegischen Eisenbahnreform, wobei am 1. Dezember 1996 die Norwegischen Staatsbahnen (NSB) in Norges Statsbaner BA und Jernbaneverket, die norwegische Staatseisenbahnverwaltung getrennt wurden, erhielt es die alte Bezeichnung Norsk Jernbanemuseum zurück. Von 1996 bis zum 31. Dezember 2016 war das Museum Jernbaneverket zugeordnet. In der zweiten norwegischen Bahnreform wurde zum 1. Januar 2017 auch Jernbaneverket geteilt. Daraus entstanden Jernbanedirektoratet – dem das Eisenbahnmuseum zugeordnet wurde – und Bane NOR.

## Sammlung und Ausstellung
Seit der letzten Erweiterung wird die Ausstellung in drei Fahrzeughallen und weiteren Gebäuden im Museumspark präsentiert. Der Museumspark erstreckt sich über eine Länge von etwa 400 m und wird von der 750 mm-Schmalspurbahn Tertitt-toget im Pendelbetrieb durchfahren. Der dazu eingesetzte Zug stammt von der Urskog-Hølandsbane, die Lokomotive, die URSKOG, wurde von der Sächsischen Maschinenfabrik zu Chemnitz, vormals Richard Hartmann, im Jahre 1895 gebaut. Die Bahn fährt seit 1962 auf dem Museumsgelände.
Die Ausstellungshallen zeigen:
- Das Hauptgebäude liegt als einziges östlich des Strandveien. Hier ist der Hauptteil der Dauerausstellung untergebracht. Sie stellt eine Reihe von historischen Themen rund um die Eisenbahn in Norwegen vor, etwa zur Zugsicherung, der Eisenbahnzeit oder der gastronomischen Versorgung in Zug und Bahnhof. Eine Reihe von Dioramen zeigt norwegische Bahnstrecken in verschiedenen Epochen. In diesem Gebäude befinden sich auch der Haupteingang mit dem Museumsshop, Räume für die Museumspädagogik, historische Fahrzeuge – darunter der königliche Salonwagen von 1862 –, andere Sammlungsgegenstände, die Bibliothek, Werkstätten, die Museumsverwaltung und Spielflächen für Kinder – selbstverständlich mit Spielzeugeisenbahn. Alle anderen Gebäude liegen westlich des Strandveien im Museumspark.[3]
- Lokomotivhalle: Ausgestellt sind 4 Dampflokomotiven, darunter eine NSB Type 25a, eine NSB Type 27a und eine NSB Type 31b, und die erste Elektrolokomotive der NSB.
- Wagenhalle: Hier stehen mehrere Lokomotiven (darunter die „Dovregubben“ (NSB Type 49c 470), die größte Dampflokomotive, die die NSB je betrieb) und Wagen, auch aus der Zeit des kapspurigen Betriebs der Rørosbane, darunter der königliche Schmalspur-Salonwagen Ao 200.

- Altes Verwaltungsgebäude. Hier wird eine Ausstellung über die Zeit des Zweiten Weltkriegs, die deutsche Besatzung (1940–1945) und die Verstrickung der NSB in die Verbrechen der deutschen Besatzer und ihrer norwegischen Kollaborateure gezeigt.

In Museumspark und Freigelände stehen über die bereits genannten Ausstellungsgebäude hinaus unter anderem:
- Empfangsgebäude von Smalåsen an der Nordlandsbane, 1940. Der Pendelzug des Museumsparks hat hier seinen nördlichen Wendepunkt.
- Stellwerk des Bahnhofs Drammen von 1898.
- Ein Zeitungskiosk vom Bahnhof Tretten an der Dovrebane im Drachenstil von 1894.

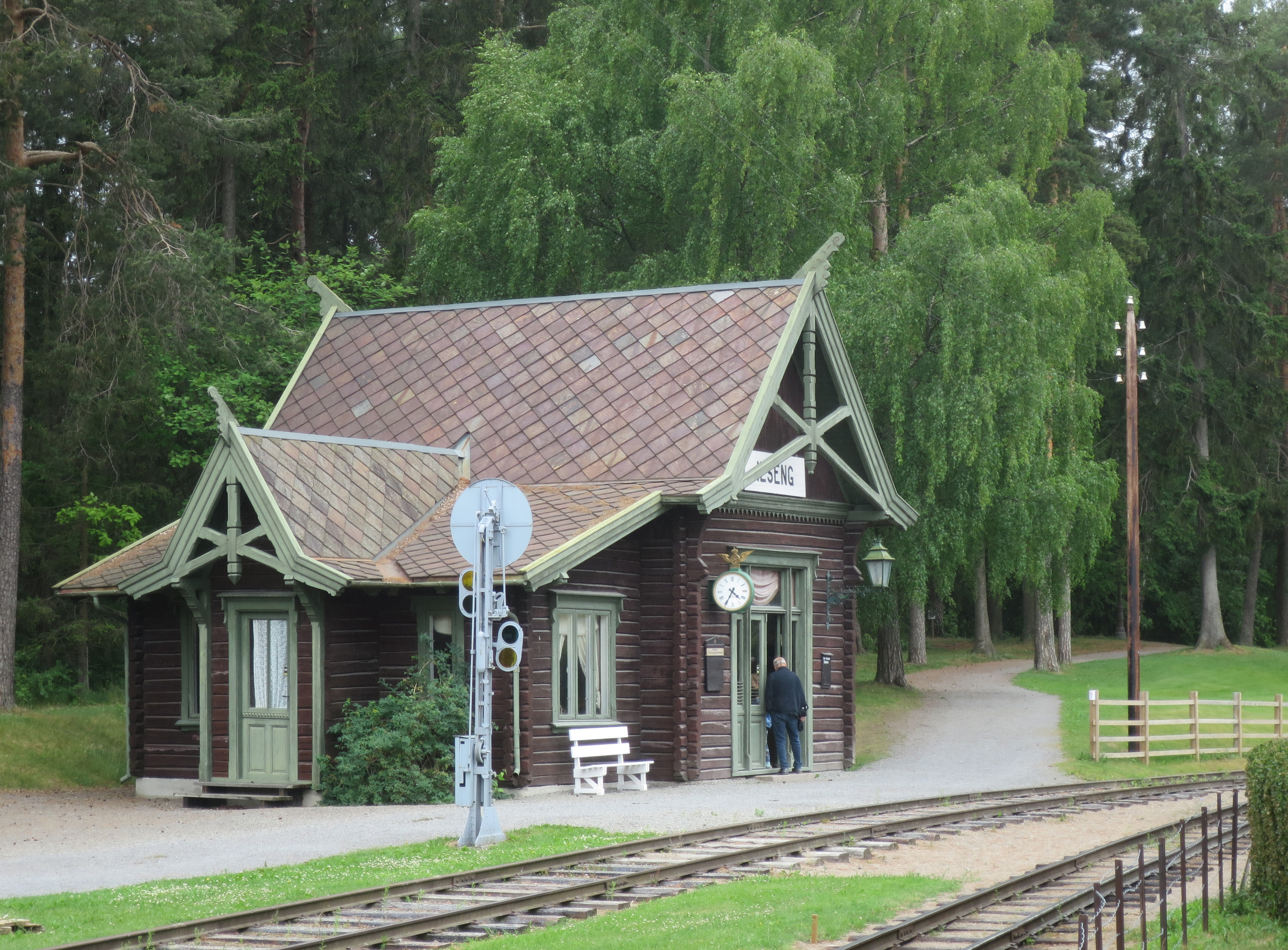
Empfangsgebäude Ilseng

- Empfangsgebäude des Bahnhofs Bestum von der Drammenbahn. Es entstand 1890, Architekt war Georg Andreas Bull. Das Erdgeschoss des Gebäudes wird heute für Sonderausstellungen genutzt.

- Empfangsgebäude des Bahnhofs Ilseng an der Rørosbane. Es entstand 1893, Architekt war Paul Due. Im Erdgeschoss befinden sich das Büro des Bahnhofsvorstandes und ein Warteraum. Letzterer wird heute für Sonderausstellungen genutzt.
- Bahnwärterhaus von der Østfoldbane aus dem Jahr 1879.

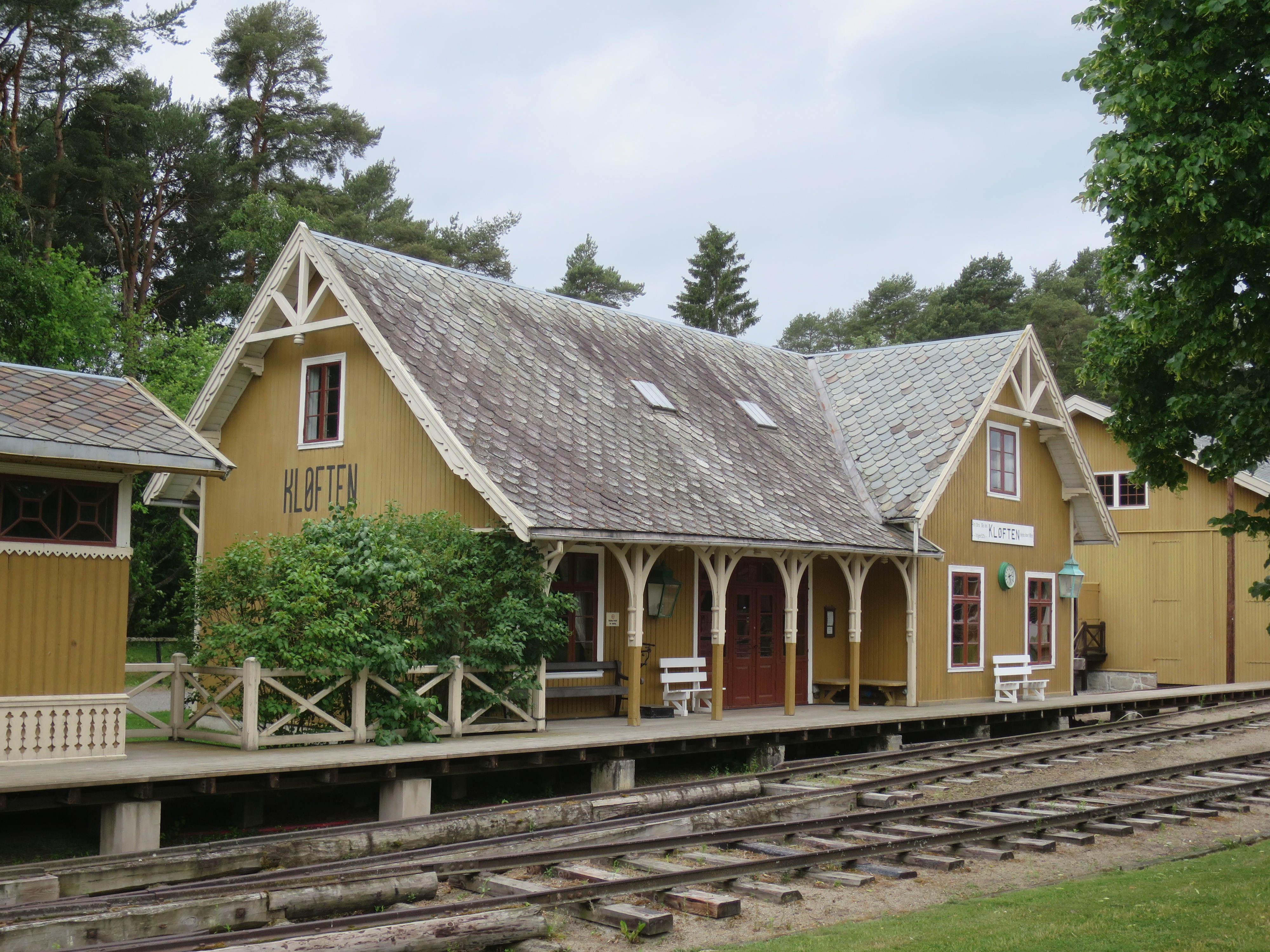
Empfangsgebäude Kløften

- Empfangsgebäude im Schweizerstil, zugehöriges Toilettenhäuschen und Güterschuppen des Bahnhofs Kløften (heute: Kløfta) an der ersten norwegischen Bahnstrecke, der Hovedbane von Oslo (damals: Kristiania) nach Eidsvoll. Es ist das ursprüngliche Gebäude von 1854 und das älteste erhaltene in Norwegen. Architekten waren Heinrich Ernst Schirmer und Wilhelm von Hanno.
- Das Empfangsgebäude Killingmo stammt von der Urskog-Hølandsbanen, ebenso wie der Pendelzug des Museumsparks. Der Zug hat hier seinen südlichen Wendepunkt.
- Ein historischer Speisewagen von der Bergensbane, der als Café betrieben wird.
- Weiter gibt es die Kindereisenbahn Knertitten.